# HTR1D
HTR1D (англ. 5-hydroxytryptamine receptor 1D) – білок, який кодується однойменним геном, розташованим у людей на короткому плечі 1-ї хромосоми.  Довжина поліпептидного ланцюга білка становить 377 амінокислот, а молекулярна маса — 41 907.
| 10         |  | 20         |  | 30         |  | 40         |  | 50         |
| ---------- |  | ---------- |  | ---------- |  | ---------- |  | ---------- |
| MSPLNQSAEG |  | LPQEASNRSL |  | NATETSEAWD |  | PRTLQALKIS |  | LAVVLSVITL |
| ATVLSNAFVL |  | TTILLTRKLH |  | TPANYLIGSL |  | ATTDLLVSIL |  | VMPISIAYTI |
| THTWNFGQIL |  | CDIWLSSDIT |  | CCTASILHLC |  | VIALDRYWAI |  | TDALEYSKRR |
| TAGHAATMIA |  | IVWAISICIS |  | IPPLFWRQAK |  | AQEEMSDCLV |  | NTSQISYTIY |
| STCGAFYIPS |  | VLLIILYGRI |  | YRAARNRILN |  | PPSLYGKRFT |  | TAHLITGSAG |
| SSLCSLNSSL |  | HEGHSHSAGS |  | PLFFNHVKIK |  | LADSALERKR |  | ISAARERKAT |
| KILGIILGAF |  | IICWLPFFVV |  | SLVLPICRDS |  | CWIHPALFDF |  | FTWLGYLNSL |
| INPIIYTVFN |  | EEFRQAFQKI |  | VPFRKAS    |  |            |  |            |

A: Аланін

C: Цистеїн

D: Аспарагінова кислота

E: Глутамінова кислота

F: Фенілаланін

G: Гліцин

H: Гістидин

I: Ізолейцин

K: Лізин

L: Лейцин

M: Метіонін

N: Аспарагін

P: Пролін

Q: Глутамін

R: Аргінін

S: Серин

T: Треонін

V: Валін

W: Триптофан

Кодований геном білок за функціями належить до рецепторів, g-білокспряжених рецепторів, білків внутрішньоклітинного сигналінгу. 
Задіяний у такому біологічному процесі як поліморфізм. 
Локалізований у клітинній мембрані, мембрані.